# Мост Шеринга
Мост Ше́ринга — электрическая схема, измерительный мост переменного тока, предназначенный для измерения электрической ёмкости и тангенса угла диэлектрических потерь в диэлектриках конденсаторов, также, в электрических кабелях.
Назван по имени немецкого инженера и изобретателя этого устройства Геральда Шеринга (1880—1959).

## Принцип действия

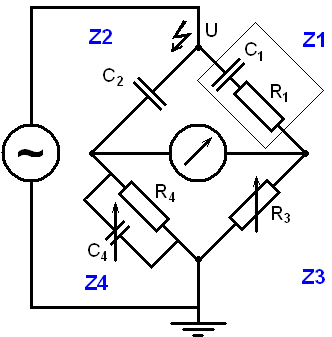
Мост Шеринга.
- C1 — исследуемый конденсатор,
- R1 — последовательное сопротивление в эквивалентной схеме исследуемого конденсатора,
- C2 — эталонный конденсатор,
- R3 — безындукционный резистор,
- C4 — переменный конденсатор,
- R4 — переменный безындукционный резистор, включённый параллельно C4.

Мост Шеринга — представляет собой одинарный мост, имеющий четыре плеча, в одно плечо которого включается магазин ёмкостей и параллельно присоединённое к нему постоянное активное сопротивление, в противоположное плечо включается испытуемый объект, эквивалентная электрическая схема которого состоит из последовательно соединённых ёмкостного и активного сопротивлений, в третье плечо включается магазин активных сопротивлений, в четвёртое — эталонный конденсатор.
На одну диагональ подаётся переменное напряжение питания моста. К другой диагонали подключается нуль-индикатор переменного напряжения. Мост Шеринга — это по сути мост Витстона, в котором активные сопротивления заменены комплексными активно-ёмкостного характера. С точки зрения схемотехники одинарные мосты — это комбинация двух делителей напряжения и нуль-индикатора, включённого между ними, и, рассматривая эту схем с этой точки зрения, можно прийти к выводу, что при равенстве произведения комплексных сопротивлений двух противоположных диагоналей произведению двух других противоположных диагоналей на нуль-индикаторе разность потенциалов будет равно нулю.
{\displaystyle Z_{1}\cdot Z_{4}=Z_{2}\cdot Z_{3}},
где {\displaystyle Z_{1}} — {\displaystyle Z_{4}} — комплексные сопротивления мостовой схемы.
Данное утверждение верно, если входное сопротивление нуль-индикатора очень велико, в идеале — равно бесконечности. При конечном входном сопротивлении нуль-индикатора последний будет вносить погрешность в измерительную схему, что необходимо учитывать. Приведение моста в состояние, при котором нуль-индикатор покажет нулевое значение называется балансировкой моста.

## Схемы включения
В зависимости от положения измеряемого объекта в схеме различаются:
- нормальная или прямая схема;
- перевёрнутая схема.

При нормальной схеме на объект измерения подводится испытательное напряжение, при перевёрнутой схеме — объект заземляется.
Нормальная является более точной, поэтому перевёрнутую схему применяют только при заземлённом объекте и невозможности его изоляции от цепей «земли».

## Применение
Основным методом исследования диэлектрических свойств диэлектриков в высоковольтном оборудовании электроснабжения как твёрдых (изолированные вводы, тяги, изоляторы), так и жидких (трансформаторного масла) является измерение параметра диэлектрических потерь — «тангенс дельта» tg(δ).
Диэлектрик находящийся в переменном электрическом поле из-за своей неидеальности поглощает некоторое количество энергии выделяющуюся в виде тепла. Мощность, выделяемая в виде тепла — это активная мощность, которая и определяет диэлектрические потери в изоляции. Непосредственное измерение этих потерь очень затруднено, поэтому измеряемый объект представляют эквивалентно в виде параллельного или последовательного соединения идеального конденсатора без потерь и активного сопротивления, которое и характеризует потери в объекте. При этом надо учитывать, что большие объекты могут обладать бо́льшими диэлектрическими потерями, поэтому для практики необходимо знать не абсолютную величину потерь, но в соотношении с их габаритами, поэтому вводится параметр:
{\displaystyle tg\delta =P/\omega \cdot C\cdot U^{2}},
где {\displaystyle P} — мощность диэлектрических потерь, {\displaystyle \omega } — круговая частота  {\displaystyle U} - напряжения
Эта формула вытекает из рассмотрения прямоугольного векторного треугольника токов, где один из катетов — ёмкостный ток, другой — активный ток, гипотенуза — суммарный ток, а угол δ, противолежащий катету активного тока и являющийся дополнительным углу φ (угол между полным током и напряжением его значение cosφ называется коэффициентом мощности).
Отсюда следует, что величина tgδ не зависит от габаритов оборудования (с увеличением габаритов оборудования примерно одинаково увеличиваются диэлектрические потери и ёмкость).
Величина tgδ измеряется в процентах. На величину tgδ оказывает влияние температура изоляции и величина прикладываемого к ней напряжения, поэтому измерения проводят при некотором оговорённом напряжении, например, 10 кВ и в заданном интервале температур, обычно 10—30 °С.
Иногда измерения производят при пониженном напряжении. Измерение tgδ согласно ПУЭ необходимо производить:
- у трансформаторов тока 110 кВ и выше;
- для конденсаторов связи, отбора мощности и делительных;
- у вводов выключателей и трансформаторов, а также проходных изоляторов с внутренней основной маслобарьерной, бумажно — масляной и бакелитовой изоляцией;
- силовых масляных трансформаторов, автотрансформаторов;
- пробы трансформаторного масла перед заливкой, в процессе эксплуатации и перед включением нового оборудования — силовых маслонаполненных трансформаторов, измерительных маслонаполненных трансформаторов, маслонаполненных вводов.

С помощью моста Шеринга производят также лабораторные измерение тангенса дельта и ёмкости образцов изоляции.

## Некоторые приборы с мостом Шеринга
Мосты Шеринга, выпускавшиеся в СССР:
- МД-16;
- Р-5026;
- Р-5026М.

Изготовитель ПО «Точэлектроприбор», г.Киев.